# Quivières
Quivières (picardisch: Tchivière) ist eine französische Gemeinde mit 144 Einwohnern (Stand 1. Januar 2022) im Département Somme in der Region Hauts-de-France im Norden von Frankreich. Die Gemeinde gehört zum Kanton Ham und ist Teil des Gemeindeverbandes Est de la Somme. Zu Quivières gehört der Ortsteil Guizancourt (nicht zu verwechseln mit der gleichnamigen Gemeinde im Kanton Poix-de-Picardie).

## Geographie
Die Gemeinde liegt südlich der Autoroute A29 an der Départementsstraße D145.

## Einwohner
| 1962 | 1968 | 1975 | 1982 | 1990 | 1999 | 2006 |
| ---- | ---- | ---- | ---- | ---- | ---- | ---- |
| 134  | 160  | 178  | 179  | 189  | 178  | 175  |

## Verwaltung
Bürgermeisterin (Maire) ist seit 2008 Françoise Raguenau.